# Le Navire
Le Navire est un sonnet de Tristan L'Hermite publié dans le recueil La Lyre en 1641.

## Présentation

### Contexte
Le Navire fait partie d'un ensemble de sonnets publiés dans le recueil La Lyre, à la fin de 1641. 

### Texte
Le poème s'ouvre sur un jeu de mots en Latin, « pinus signifiant à la fois pin et navire ».
Je fus, Plante superbe, en Vaisseau transformée.

Si je crus sur un Mont, je cours dessus les eaux

Et porte de Soldats une nombreuse armée,

Après avoir logé des Escadrons d'Oiseaux.

En rames, mes rameaux se trouvent convertis ;

Et mes feuillages verts, en orgueilleuses voiles.

J'ornai jadis Cybèle, et j'honore Thétis

Portant toujours le front jusqu'auprès des Étoiles.

Mais l'aveugle Fortune a de bizarres lois.

Je suis comme un jouet en ses volages doigts,

Et les quatre Éléments me font toujours la guerre.

Souvent l'Air orageux traverse mon dessein,

L'Onde s'enfle à tous coups pour me crever le sein

Je dois craindre le Feu, mais beaucoup plus la Terre.

## Postérité

### Éditions nouvelles
En 1925, Pierre Camo intègre Le Navire dans sa sélection de poèmes de La Lyre. En 1960, Amédée Carriat retient le sonnet dans son Choix de pages de toute l'œuvre de Tristan.

### Analyse
Le sonnet de Tristan peut être lu comme « un Bateau ivre du Grand Siècle en miniature ». Dans les deux poèmes, le « bateau-poète » se libère, par sa métamorphose, des contraintes humaines comme des éléments, chantant une liberté toujours menacée :
|  | Le Navire Je suis comme un jouet en ses volages doigts, Et les quatre éléments me font toujours la guerre. | Le Bateau ivre La tempête a béni mes éveils maritimes. Plus léger qu'un bouchon j'ai dansé sur les flots. |  |

La bibliothèque de Charleville conserve toujours les éditions originales de toute l'œuvre dramatique de Tristan, et ses vers ont pu inspirer l'adolescent Rimbaud, lecteur insatiable et « étudiant passionné de littérature française ». De fait, longtemps avant le poète des Illuminations, Tristan s'était consacré à « un type de poésie qui touche d'autres domaines de l'imagination, qui répond au rêve des hommes de son temps, un rêve qui n'est pas seulement de puissance, mais aussi de liberté et d'émerveillement. Sa poésie suggère alors un univers de fête, un univers enchanté ».

### Éditions modernes

#### Œuvres complètes
- Jean-Pierre Chauveau et al., Tristan L'Hermite, Œuvres complètes (tome II) : Poésie I, Paris, Honoré Champion, coll. « Sources classiques » (no 41), 2002, 576 p. (ISBN 978-2-745-30606-7)

#### Anthologies
- Pierre Camo (préface et notes), Les Amours et autres poésies choisies, Paris, Garnier Frères, 1925, XXVII-311 p.
- Amédée Carriat (présentation et annotations), Tristan L'Hermite : Choix de pages, Limoges, Éditions Rougerie, 1960, 264 p.

### Ouvrages cités
- Napoléon-Maurice Bernardin, Un Précurseur de Racine : Tristan L'Hermite, sieur du Solier (1601-1655), sa famille, sa vie, ses œuvres, Paris, Alphonse Picard, 1895, XI-632 p.

### Articles cités
- (en) William H. Bryant, « Rimbaud, disciple of Tristan L'Hermite ? », Romance Notes, University of North Carolina Press, vol. 22, no 3,‎ 1982, p. 295-301
- Jean-Pierre Chauveau, « Tristan l'Hermite et la célébration des héros », Baroque,‎ mars 1969, p. 14 (lire en ligne)